# For Whom the Bell Tolls (sång)
For Whom the Bell Tolls är en Metallica-låt skriven av James Hetfield, Lars Ulrich och Cliff Burton. Den utgavs 1984 på albumet Ride the Lightning och även som 12" promo-singel. Låten är inspirerad av Ernest Hemingways roman Klockan klämtar för dig från 1940. Basgången i introt komponerades av basisten Cliff Burton redan 1979, innan han började samarbeta med Metallica, då han spelade den med sitt eget band Agents of Misfortune i tävlingen Battle of the Bands.
I populärkultur används låten bland annat i introt till filmerna Zombieland och Triple Frontier.